# Baatsagaan
Baatsagaan (tiếng Mông Cổ: Баацагаан) là một sum của tỉnh Bayankhongor ở miền nam Mông Cổ. Vào năm 2006, dân số của sum là 3.568 người.

## Địa lý
Sum có diện tích khoảng 7.447 km2. Trung tâm sum, Bayansair, nằm cách tỉnh lỵ Bayankhongor 125 km và thủ đô Ulaanbaatar 625 km.

### Khí hậu
Bayanlig có khí hậu bán khô hạn. Nhiệt độ trung bình hàng năm ở khu vực này là 7 °C. Tháng ấm nhất là tháng 7, khi nhiệt độ trung bình là 27 °C và lạnh nhất là tháng 1, với -18 °C. Lượng mưa trung bình hàng năm là 540 mm. Tháng ẩm ướt nhất là tháng 6, với lượng mưa trung bình là 99 mm, và khô nhất là tháng 1, với 2 mm.

## Kinh tế
Sum có một trường học, bệnh viện và nhà văn hóa.